# Echinopsis clavata
Echinopsis clavata là một loài thực vật có hoa trong họ Cactaceae. Loài này được (F.Ritter) D.R.Hunt mô tả khoa học đầu tiên năm 1997.